# Temple Sherith Israel di San Francisco

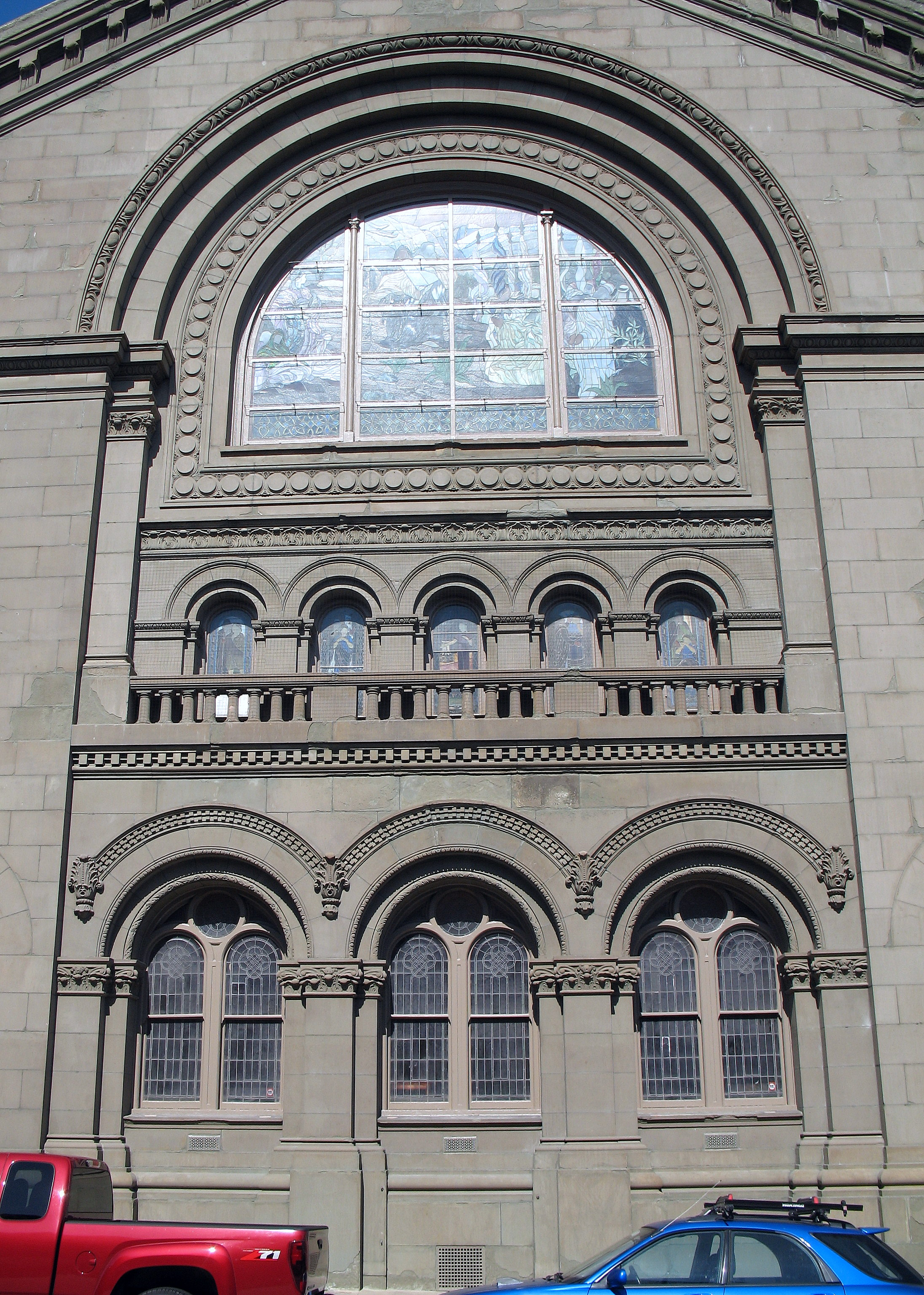
La facciata

Il Temple Sherith Israel di San Francisco, situato su 2266 California St. a San Francisco in California, è una sinagoga del primo Novecento, in stile neobizantino. Completata nel 1905 è uno dei monumenti storici della città, uno dei pochi ad aver sopravvissuto intatto il grande terremoto di San Francisco del 1906.

## La storia
Con il rapido incremento demografico degli ebrei in California, si costruirono sinagoghe sempre più ampie.
La progettazione fu affidata all'architetto Albert Pissis (1852-1914), formatosi a Parigi presso l'Ecole des Beaux Arts. Il terreno fu acquistato nel 1902, i lavori per le fondamenta cominciarono l'8 ottobre 1903, e la prima pietra fu posta il 22 febbraio 1904. La sinagoga fu ufficialmente inaugurata il 24 settembre 1905.
Pissis disegnò un grandioso edificio monumentale in stile neobizantino, con elementi Art Nouveau, attorno ad una gigantesca cupola alta 43 metri e del diametro di 18 metri. L'interno del santuario ha una capienza di quasi 1.400 posti, è illuminato da una serie di 32 piccole finestre ad arco in vetro trasparente aperte sul tamburo esterno della cupola e da ampi finestroni con vetrate colorate con soggetti biblici, opera di Emile Pissis (1854-1934), fratello dell'architetto. La vetrata sul lato occidentale raffigura Mosè nell'atto di donare i dieci comandamenti su uno sfondo paesaggistico locale a indicare nella California la nuova Terra Promessa.
L'arca, la bimah e i banchi sono intagliati a mano da mogano dell'Honduras. Il grande organo con 3500 canne, installato nel 1904 sopra l'arca santa, è opera della ditta Murray Harris. Le pareti e il soffitto sono decorati da motivi geometrici ad affresco, opera di Attilio Moretti (1852-1915), e da oltre mille lampadine.
Durante il terremoto di San Francisco del 18 aprile 1906, l'edificio ha sostenuto solo danni modesti che furono rapidamente riparati, facendo della sinagoga uno dei pochi edifici monumentali sopravvissuti all'evento. Negli anni della ricostruzione, per qualche tempo la singagoga servì anche come sede provvisoria della Corte Suprema di San Francisco.
Dopo il terremoto di Loma Prieta del 1989, che pure non ha causato danni alla struttura, lo Stato della California ha ordinato lavori di rinforzo antisismico che sono stati effettuati nel 2005.
Oggi, la sinagoga è regolarmente aperta per il culto e per i numerosi visitatori.